# Campionato vietnamita di scacchi
Il Campionato vietnamita di scacchi (Giải vô địch cờ vua Việt Nam) si disputa annualmente in Vietnam dal 1980 per determinare il campione nazionale di scacchi. A partire dal 1983 si disputa anche il campionato femminile.
Viene organizzato dalla Federazione vietnamita degli scacchi (in vietnamita Liên đoàn Cờ Việt Nam).

## Albo dei vincitori
- Le colonne sono ordinabili tramite i pulsanti a fianco dei titoli.
- Nel 1989 il campionato non venne disputato.

| #  | Anno | Torneo open       | Torneo femminile       |
| -- | ---- | ----------------- | ---------------------- |
| 1  | 1980 | Lưu Đức Hải       | –                      |
| 2  | 1981 | Đặng Tất Thắng    | –                      |
| 3  | 1982 | Đặng Vũ Dũng      | –                      |
| 4  | 1983 | Đặng Tất Thắng    | Phạm Thị Hòa           |
| 5  | 1984 | Đặng Tất Thắng    | Lê Thị Phương Ngọc     |
| 6  | 1985 | Đặng Vũ Dũng      | Lê Thị Phương Ngọc     |
| 7  | 1986 | Từ Hoàng Thông    | Ngô Huyền Châu         |
| 8  | 1987 | Từ Hoàng Thông    | Phạm Ngọc Thanh        |
| 9  | 1988 | Hồ Văn Huỳnh      | Ngô Huyền Châu         |
| 10 | 1990 | Hồ Văn Huỳnh      | Phạm Ngọc Thanh        |
| 11 | 1991 | Từ Hoàng Thông    | Khương Thị Hồng Nhung  |
| 12 | 1992 | Đào Thiên Hải     | Phan Huỳnh Băng Ngân   |
| 13 | 1993 | Nguyễn Anh Dũng   | Nguyễn Thị Thuận Hóa   |
| 14 | 1994 | Tô Quốc Khanh     | Hoàng Mỹ Thu Giang     |
| 15 | 1995 | Nguyễn Anh Dũng   | Mai Thanh Hương        |
| 16 | 1996 | Từ Hoàng Thái     | Trần Thị Kim Loan      |
| 17 | 1997 | Nguyễn Anh Dũng   | Nguyễn Thị Thuận Hóa   |
| 18 | 1998 | Từ Hoàng Thông    | Lê Kiều Thiên Kim      |
| 19 | 1999 | Đào Thiên Hải     | Lê Thị Phương Liên     |
| 20 | 2000 | Từ Hoàng Thông    | Võ Hồng Phượng         |
| 21 | 2001 | Đào Thiên Hải     | Nguyễn Thị Thanh An    |
| 22 | 2002 | Đào Thiên Hải     | Lê Kiều Thiên Kim      |
| 23 | 2003 | Bùi Vinh          | Nguyễn Thị Thanh An    |
| 24 | 2004 | Đào Thiên Hải     | Hoàng Xuân Thanh Khiết |
| 25 | 2005 | Nguyễn Anh Dũng   | Nguyễn Thị Thanh An    |
| 26 | 2006 | Nguyễn Anh Dũng   | Lê Kiều Thiên Kim      |
| 27 | 2007 | Lê Quang Liêm     | Lê Kiều Thiên Kim      |
| 28 | 2008 | Nguyễn Văn Huy    | Phạm Lê Thảo Nguyên    |
| 29 | 2009 | Bùi Vinh          | Lê Thanh Tú            |
| 30 | 2010 | Lê Quang Liêm     | Hoàng Thị Bảo Trâm     |
| 31 | 2011 | Đào Thiên Hải     | Nguyễn Thị Mai Hưng    |
| 32 | 2012 | Nguyễn Đức Hòa    | Phạm Lê Thảo Nguyên    |
| 33 | 2013 | Nguyễn Đức Hòa    | Nguyễn Thị Mai Hưng    |
| 34 | 2014 | Nguyễn Đức Hòa    | Hoàng Thị Như Ý        |
| 35 | 2015 | Nguyễn Văn Huy    | Hoàng Thị Bảo Trâm     |
| 36 | 2016 | Nguyễn Anh Khôi   | Hoàng Thị Bảo Trâm     |
| 37 | 2017 | Trần Tuấn Minh    | Hoàng Thị Bảo Trâm     |
| 38 | 2018 | Trần Tuấn Minh[1] | Hoàng Thị Bảo Trâm     |
| 39 | 2019 | Nguyễn Anh Khôi   | Phạm Lê Thảo Nguyên    |
| 40 | 2020 | Lê Tuấn Minh[2]   | Lương Phương Hạnh      |
| 41 | 2021 | Trần Tuấn Minh    | Phạm Lê Thảo Nguyên    |
| 42 | 2022 | Trần Tuấn Minh    | Võ Thị Kim Phụng       |
| 43 | 2023 | Trần Tuấn Minh    | Võ Thị Kim Phụng       |
| 44 | 2024 | Bành Gia Huy      | Bạch Ngọc Thùy Dương   |